# 水平線でつかまえて
『水平線でつかまえて』（すいへいせんでつかまえて）は、三浦理恵子の2枚目のシングル。1991年7月3日にポニーキャニオンから発売された。

## 概要
前作から約5ヵ月ぶりとなるシングル。ソロ2曲目にしてオリコン最高順位を記録。
夏の海をイメージした曲でサビの「クロール、クロールして」が特徴的。コンサートではファンが振付同様にクロールの手振りをした。

## 収録曲
1. 水平線でつかまえて [4:30]
  - 作詞：及川眠子 / 作曲：都志見隆 / 編曲：船山基紀
2. 妖精物語 [3:33]
  - 作詞：石川あゆ子 / 作曲：山口美央子 / 編曲：船山基紀

## k.o.i. noteによるカバー
『水平線でつかまえて（feat. 山﨑夢羽）』（すいへいせんでつかまえて フィーチャリング やまざきゆはね）は、 原田夏樹と門野悠帆によるカバーソングプロジェクト・k.o.i. noteの1作目の配信限定シングル。2025年8月13日にMIMIMI Recordsより発売された。

### 背景・リリース
原田夏樹 (evening cinema) と門野悠帆によるカバーソングプロジェクト「k.o.i. note」（コイノオト）の第一弾リリース。本プロジェクトは、昨今のシティ・ポップリバイバルの中でまだあまりフォーカスされていない楽曲をリアレンジし、様々なシンガーとコラボレーションすることで現代に蘇らせることを目的としている。k.o.i.は「Keys Of Inheritance」の略で、日本の音楽を次世代へ継承し、過去にアクセスするための鍵のような存在を目指すという意味が込められている。
本作のアートワークはイラストレーターの中辻作太朗が担当。1970～80年代のシティ・ポップ作品をオマージュし「ビビッドな色彩かつ透明感のある風景」をモチーフに描かれている。

### 収録曲
1. 水平線でつかまえて（feat. 山﨑夢羽） [4:32]
  - 作詞：及川眠子 / 作曲：都志見隆 / プロデュース： 原田夏樹・門野悠帆

本作発売日である2025年8月13日より、本楽曲のリリック・ビデオがk.o.i. noteの公式YouTubeチャンネルで公開されている[2]。

### 参加ミュージシャン
- 山﨑夢羽：ボーカル
- pontaro：トランペット
- 松下ぱなお：パーカッション